# Trojan Explosion
A Trojan Explosion  egy 2004-es roots reggae válogatás.

## Számok
1. Dave Barker & Tommy McCook & The Upsetters - Lock Jaw
2. Jimmy Cliff - Wonderful World, Beautiful People
3. Wayne Wonder - Bashment Girl
4. Gregory Isaacs - Love Is Overdue
5. Nora Dean - Barb Wire
6. The Chosen Few - Am I Black Enough?
7. Don Drummond & The Skatalites - Man In The Street
8. Tapper Zukie - New Star
9. The Jamaicans - Ba Ba Boom
10. Johnny Osbourne - Buddy Bye
11. The Reggae Boys - Me No Born Yah
12. Laurel Aitken - Slow Rock
13. The Maytals - Monkey Man
14. Derrick Morgan - Don't Call Me Daddy
15. Cutty Ranks - Pon Mi Nozzle
16. The Upsetters - Washroom Skank

## Külső hivatkozások
- https://web.archive.org/web/20070913072451/http://www.roots-archives.com/release/3969